# فورمولا ستيودنت

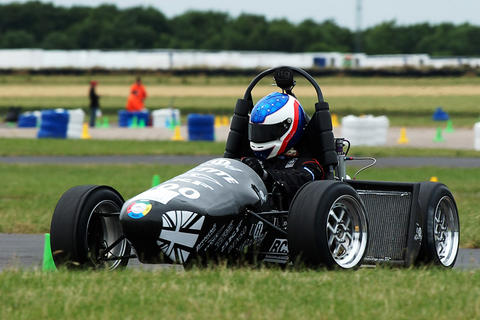
سيارة فورمولا ستيودنت جامعة هيرتفوردشاير المشاركة في فئة 1-200 عام 2006

فورمولا ستيودنت هي مسابقة لطلاب الهندسة تقام سنويًا في إنجلترا. فرق طلابية من حول العالم تشارك في تصميم، بناء، اختبار والتسابق بسيارات سباق فورمولا مصغرة. ويتم تقييم السيارات عن طريق عدة اختبارات مقسمة إلى قسمين رئيسيين؛ تقييم في السكون وتقييم في الحركة. وتقام المسابقة بتنظيم جمعية مهندسي المكيانيكا باستخدام نفس قوانين مسابقة فورمولا إس إيه إي مع تعديلات إضافية.

## تعريف الفئات
تقسم المسابقة إلى أربع فئات أساسية مصممة لتناسب التفاوت والتدرجات الدراسية. ولكل فريق جديد الحرية في اختيار الفئة التي تناسبه.
وتُقيّم الفرق في عدة اختبارات منها التكلفة، التصميم، التسارع، الاستمرارية واقتصادية الوقود وغيرها.

### الفئة 1
هذه الفئة مماثلة لمسابقة فورمولا إس إيه إي وتتبع نفس قوانينها. تقوم الفرق بتصميم وتصنيع والتسابق بالسيارات لكن لا يمكن المشاركة بالسيارة ذاتها في نفس الفئة بعد السنة الأولى، وإنما يمكن المشاركة في الفئة 1-أ.

### الفئة 1-أ
تعتمد هذه الفئة على التأثير البيئي لسيارات السباق بحيث تتنافس الفرق على تطوير السيارات (والتي شاركت بالفعل في الفئة 1) على تخفيض معدلات الكربون. وتخضع السيارات في الفئة 1-أ لنفس اختبارات الفئة 1 مع استبدال اختبار التكلفة باختبار استمرارية والتركيز في اختبار التحمل بصورة كبيرة على العادم.
ظلت هذه الفئة تفصل بين السيارات حسب الوقود المستخدم حتى عام 2011، بعدها أصبحت جميع السيارات تتنافس تحت نفس التصنيف.

### الفئة 2
هذه الفئة مخصصة فقط للفرق التي لديها مشروع وخطة خاصة بسيارة للفئة 1. حيث تتقدم الفرق المشاركة في هذه الفئة بكل القطع التي استطاعوا إنتاجها في السيارة لكنه ليس بالضرورة. يتم منح النقاط على التصميم، عرض خطة العمل والتكلفة.
تستطيع المدارس أيضًا المشاركة في الفئات 1 و2، بحيث تتيح الفئة 2 للطلاب اختبار تصاميمهم وخبراتهم قبل المشاركة المتقدمة في الفئة 1.

### الفئة 2-أ
تضم هذه الفئة الفرق التي لديها مشروع وخطة لسيارة تشارك في الفئة 1-أ (أي شاركت في الفئة 2 من قبل)، ويمكنهم المشاركة بالقطع المنتجة فعليًا.
يتم التقييم حسب عرض خطة العمل، التكلفة والتصميم.

## التحكيم
يقوم الحكام بتقييم السيارات اعتمادًا على الاختبارات التالية:

### اختبار السكون
- التصميم الميكانيكي (150 نقطة)
- التكلفة وتحليل التحمل (100 نقطة)
- عرض خطة العمل (75 نقطة)

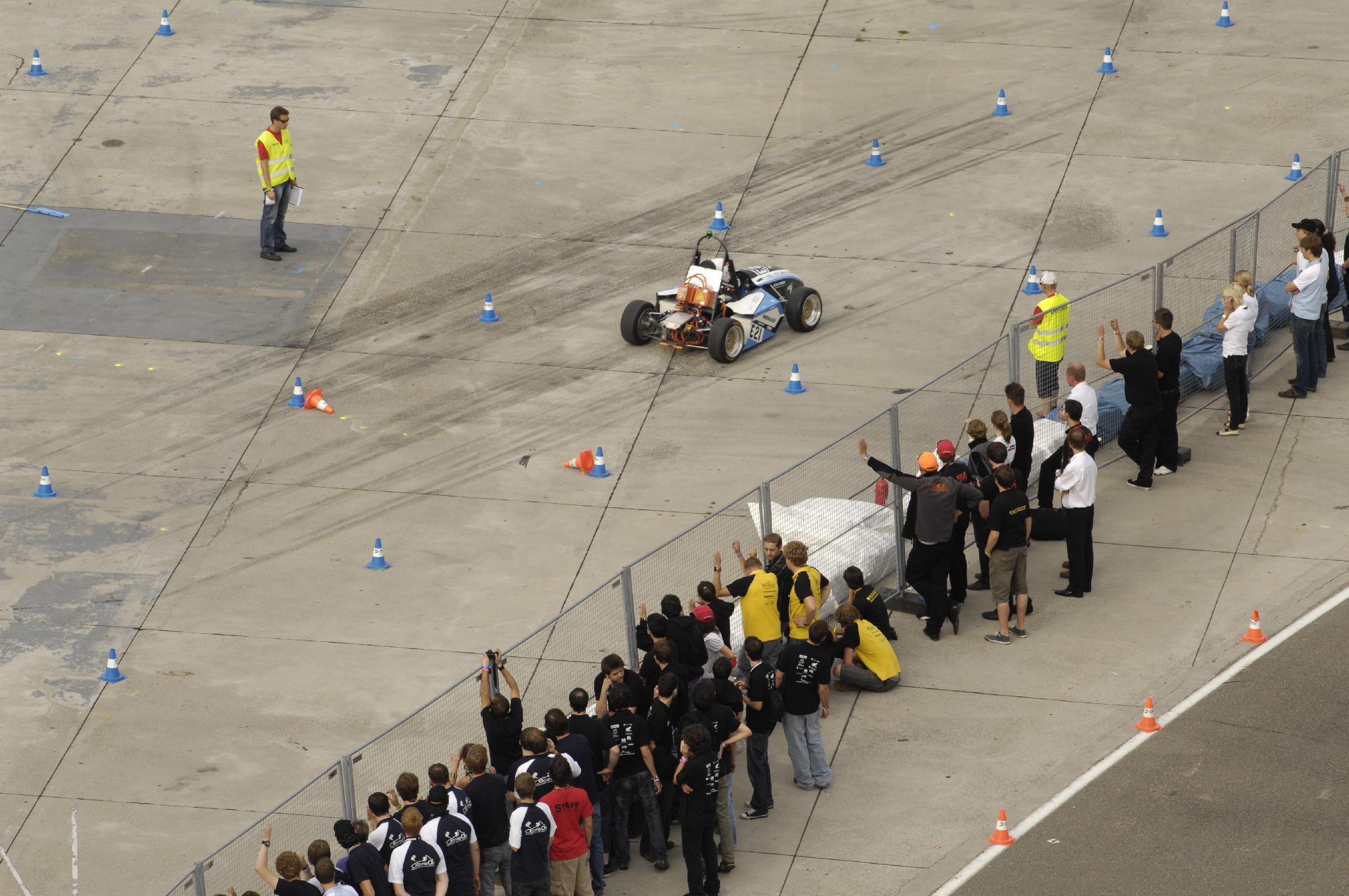
اختبار المكابح في فورمولا ستيودنت ألمانيا عام 2010

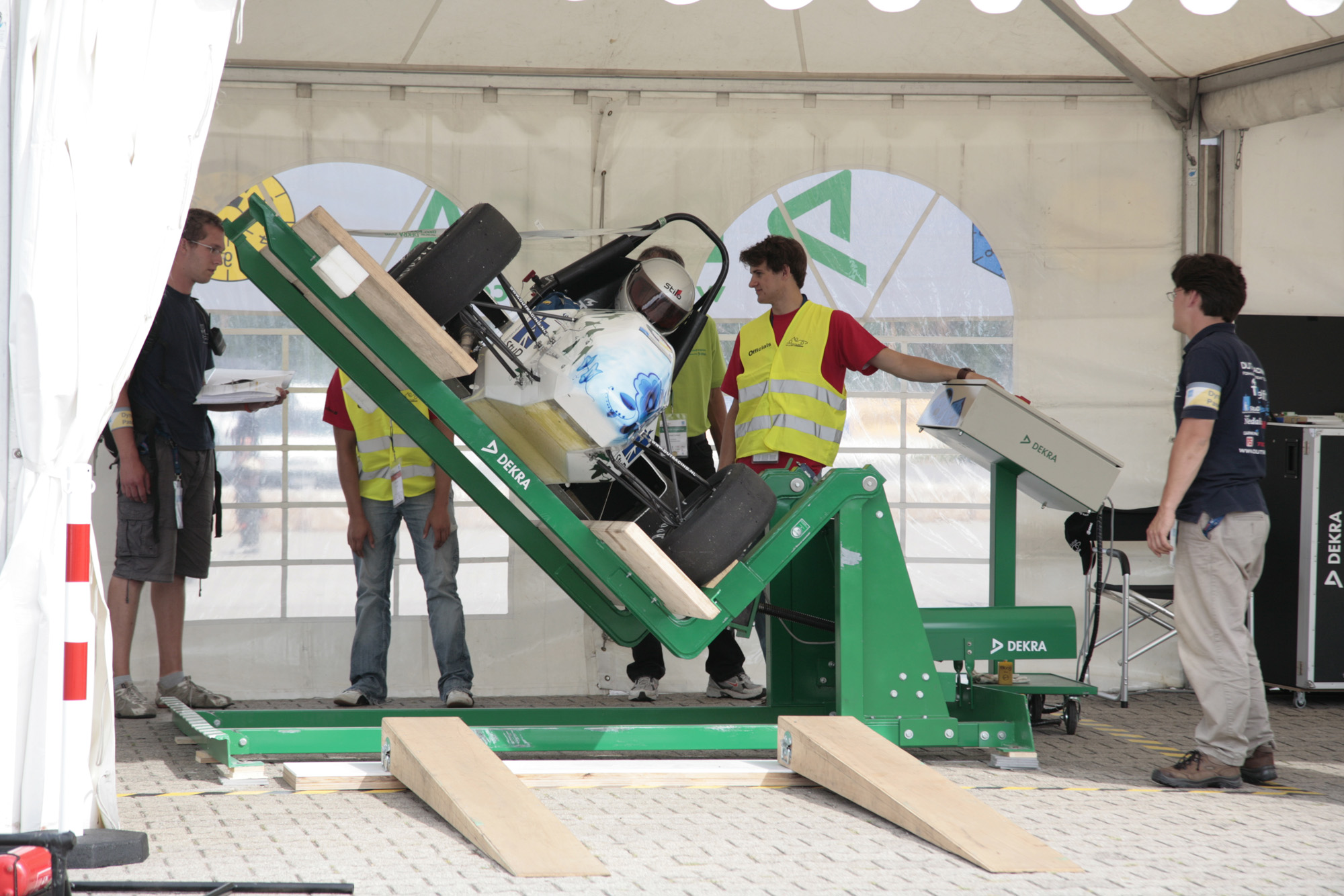
اختبار الإمالة

- الفحص الفني ويضم 6 اختبارات: الأمان، الهيكل، الضوضاء، الإمالة، المكابح، فحص تقني (بدون نقاط)

### اختبار الحركة
- اختبار إمرار القطع الخشبية (شكل 8 في اللائحة) (50 نقطة)
- سباق سرعة 1 كم (150 نقطة)
- سباق تسارع 75 متر (75 نقطة)
- سباق استمرارية (300 نقطة) واقتصادية استهلاك الوقود (100 نقطة)

الفائز بالمسابقة هو الفريق الذي يحصل على أعلى رصيد من النقاط من 1000 نقطة كلية.

## الفائزون
| العام | المكان        | الفئة 1                               | أفضل فريق بريطاني     | الفئة 1-200                           | الفئة 300                             | الفئة 1-أ                             |
| ----- | ------------- | ------------------------------------- | --------------------- | ------------------------------------- | ------------------------------------- | ------------------------------------- |
| 1998  | MIRA          | جامعة تكساس في أرلينجتون              | جامعة بيرمنجهام       | غ/م                                   | غ/م                                   | غ/م                                   |
| 1999  | NEC بيرمنجهام | معهد روشيستر للتكنولوجيا              | جامعة لييدز           | غ/م                                   | جامعة ماريبور                         | غ/م                                   |
| 2000  | NEC بيرمنجهام | CSU بومونا                            | جامعة هيرتفوردشاير    | غ/م                                   | جامعة هادرزفيلد                       | غ/م                                   |
| 2001  | NEC بيرمنجهام | معهد جورجيا للتكنولوجيا               | جامعة لييدز           | جامعة بيرمنجهام                       | جامعة باث                             | غ/م                                   |
| 2002  | برانتينجثروب  | معهد جورجيا للتكنولوجيا               | جامعة برانيل          | جامعة هيرتفوردشاير                    | جامعة فلورنس                          | غ/م                                   |
| 2003  | برانتينجثروب  | جامعة تورونتو                         | جامعة أوكسفورد برووكس | معهد هيلسينكي للعلوم التطبيقية        | جامعة سوانزي                          | غ/م                                   |
| 2004  | برانتينجثروب  | جامعة RMIT                            | جامعة أوكسفورد برووكس | شترالسوند UAS                         | جامعة باث                             | غ/م                                   |
| 2005  | برانتينجثروب  | جامعة تورونتو                         | جامعة هيرتفورد شاير   | جامعة سوانزي                          | جامعة باث                             | غ/م                                   |
| 2006  | برانتينجثروب  | جامعة تورونتو                         | جامعة أوكسفورد برووكس | جامعة هيرتفورد                        | المعهد العالي للتكنولوجيا             | غ/م                                   |
| 2007  | سيلفرستون     | جامعة RMIT                            | جامعة باث             | جامعة هيرتفوردشاير                    | جامعة هيرتفوردشاير                    | غ/م                                   |
| 2008  | سيلفرستون     | جامعة شتوتغارت                        | جامعة باث             | جامعة هيرتفوردشاير                    | جامعة إيندهوفن للتكونولوجيا           | جامعة هيرتفوردشاير                    |
| 2009  | سيلفرستون     | جامعة شتوتغارت                        | جامعة باث             | جامعة ميونيخ للتكنولوجيا              | جامعة أصفهان للتكنولوجيا              | جامعة هيرتفوردشاير                    |
| 2010  | سيلفرستون     | جامعة ميونخ للتكنولوجيا               | جامعة هيرتفوردشاير    | غ/م                                   | المعهد العالي للتكنولوجيا             | المعهد الفدرالي للتكنولوجيا في زيوريخ |
| العام | المكان        | الفئة 1                               | أفضل فريق بريطاني     | الفئة 1-أ                             | الفئة 2                               | الفئة 2-أ                             |
| 2011  | سيلفرستون     | جامعة شتوتغارت                        | جامعة هيرتفوردشاير    | جامعة ديلفت للتكنولوجيا               | جامعة باث                             | جامعة وارويك                          |
| العام | المكان        | الفئة 1                               | أفضل فريق بريطاني     | الفائز باختبارات الحركة               | الفائز باختبارات السكون               | الفئة 2                               |
| 2012  | سيلفرستون     | جامعة شالمرز للتكنولوجيا              | جامعة أوكسفورد برووكس | جامعة ميونخ للتكنولوجيا               | جامعة موناش                           | المعهد العالي للتكنولوجيا             |
| 2013  | سيلفرستون     | المعهد الفدرالي للتكنولوجيا في زيوريخ | جامعة هادرزفيلد       | المعهد الفدرالي للتكنولوجيا في زيوريخ | المعهد الفدرالي للتكنولوجيا في زيوريخ | إمبريال كوليدج لندن                   |
| 2014  | سيلفرستون     | جامعة ديلفت للتكنولوجيا               | جامعة أوكسفورد برووكس | جامعة ديلفت للتكنولوجيا               | جامعة شتوتغارت                        | جامعة إيندهوفن للتكنولوجيا            |
| 2015  | سيلفرستون     | جامعة ديلفت للتكنولوجيا               | جامعة باث             | جامعة ديلفت للتكنولوجيا               | جامعة شتوتغارت                        | جامعة باث                             |
| 2016  | سيلفرستون     | جامعة شتوتغارت                        | جامعة باث             | جامعة شتوتغارت                        | المعهد الفدرالي للتكنولوجيا في زيوريخ | جامعة روما                            |

## أكثر الدول فوزًا
| الدولة           | الفئة 1 | الفئة 1-أ | الفئة 2 | الفئة 2-أ | الفئة 300 | الفئة 200-1 | الفائز باختبارات الحركة | الفائز باختبارات السكون |
| ---------------- | ------- | --------- | ------- | --------- | --------- | ----------- | ----------------------- | ----------------------- |
| بريطانيا         | 0       | 2         | 3       | 1         | 6         | 6           | 0                       | 0                       |
| الولايات المتحدة | 5       | 0         | 0       | 0         | 0         | 0           | 0                       | 0                       |
| هولندا           | 2       | 1         | 1       | 0         | 1         | 0           | 2                       | 0                       |
| سلوفينيا         | 0       | 0         | 0       | 0         | 1         | 0           | 0                       | 0                       |
| إيطاليا          | 0       | 0         | 1       | 0         | 1         | 0           | 0                       | 0                       |
| فنلندا           | 0       | 0         | 0       | 0         | 0         | 1           | 0                       | 0                       |
| كندا             | 3       | 0         | 0       | 0         | 0         | 0           | 0                       | 0                       |
| أستراليا         | 2       | 0         | 0       | 0         | 0         | 0           | 0                       | 1                       |
| ألمانيا          | 5       | 0         | 0       | 0         | 0         | 2           | 2                       | 2                       |
| البرتغال         | 0       | 0         | 1       | 0         | 2         | 0           | 0                       | 0                       |
| إيران            | 0       | 0         | 0       | 0         | 1         | 0           | 0                       | 0                       |
| سويسرا           | 1       | 1         | 0       | 0         | 0         | 0           | 1                       | 2                       |
| السويد           | 1       | 0         | 0       | 0         | 0         | 0           |                         | 0                       |
| المجموع          | 19      | 4         | 6       | 1         | 12        | 9           | 5                       | 5                       |

## فرق عربية
شاركت عدة فرق عربية في المسابقة من مصر والأردن والمملكة العربية السعودية، فمن مصر شاركت فرق مثل فرق جامعات عين شمس والزقازيق وحلوان والقاهرة والمنصورة وأكاديمية أخبار اليوم والجامعة الأمريكية.من السعودية شاركت جامعة الفيصل.